# Aga (Ägypten)
Aga (arabisch أجا, DMG Aǧā) ist eine Stadt in Ägypten,  die sich im Gouvernement ad-Daqahliyya befindet. Sie ist die Hauptstadt des Markaz Aga der 2019 eine Bevölkerung von 548.634 hatte.

## Geografie
Aga ist die Hauptstadt des gleichnamigen Markaz im Gouvernements ad-Daqahliyya. Die Stadt grenzt im Norden an al-Mansura, im Osten an El Senbellawein, im Süden an Mit Ghamr und im Westen an die Stadt Sebennytos.

## Söhne und Töchter der Stadt
- Mahmoud El-Khatib (* 1954), ehemaliger ägyptischer Fußballspieler